# Slingshot
Slingshot é uma aplicativo para iOS de compartilhamento de foto e vídeo que permite aos seus usuários trocarem fotos ou vídeos com outros. Foi lançado na App Store da Apple no dia 9 de junho de 2014 pela rede social Facebook. O aplicativo foi liberado inicialmente por engano pelo Facebook, ele seria pra competir com o Snapchat.

## Apresentação
A ideia condiz com a estratégia de competição do Facebook nos dispositivos móveis, quebrando seu principal aplicativo em mini-aplicativos, com funções bem mais específicas. 
O Slingshot é um aplicativo que permite o compartilhamento de vídeos e fotos, com a ideia de “atirar” um conteúdo para os amigos.

## Compartilhamento
O recurso foi projetado exatamente para produzir um grande efeito viral na rede e uma rápida disseminação do aplicativo, uma vez que o usuário será “obrigado” a compartilhar conteúdos se quiser ver o que for compartilhado pelos amigos.

## Disponibilidade
O Slingshot está disponível apenas em alguns mercados para período de testes.
Antes de ter sido publicado pela primeira vez, Slingshot parecia ser apenas disponível para os usuários em determinados mercados, incluindo a Rússia, Índia, Austrália e Nova Zelândia.
Nas áreas em que ele encontra-se disponível ele sera disponível pelo iTunes, e ainda não foi disponível nenhuma versão pra Android.

## Semelhança com o Instagram
O aplicativo certamente possui um certa semelhança com o Instagram, pois nele também permite o usuário a compartilhar fotos, desenhar, e colocar videos, por meio do smartphone.
O aplicativo também permitiria que os usuários enviem mensagens curtas de vídeo, e não seria provável ser integrado com outras aplicações do rede social, como o Facebook Messenger.

## Liberação por Engano
Um porta-voz do Facebook disse ao site americano que o lançamento do Slingshot foi um acidente.
| “ | Mais cedo, nós lançamos acidentalmente uma versão do Slingshot, um novo aplicativo em que nós estamos trabalhando | ” |

O representante da companhia afirmou também que o novo app estará pronto em breve. 
Essa não é a primeira tentativa da rede social em competir com o Snapchat. Antes, a empresa tinha esperanças que o app Poke pudesse fazer essa função, mas, sem o apoio dos usuários, ele foi encerrado no mês passado.

## Boatos

### Plágio do Taptalk
O aplicativo é bastante semelhante ao Taptalk, por exemplo e houve até boatos de que que os engenheiros que trabalham para Mark Zuckerberg estavam estudando uma forma de imitá-lo.
O próprio Facebook já tentou lançar um aplicativo semelhante ao Snapchat. Conhecido como "Poke" que não foi aceito pela App Store.